# Pectin

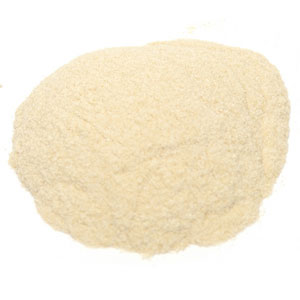
Pectin, a bio polymer of (among other constituents) D-galacturonic acid, shown here in a powder form.

Pectin (tiếng Hy Lạp cổ đại: pēktikós πηκτικός, "đông tụ") là một cấu trúc heteropolysaccharide chứa trong các tế bào cơ bản của thực vật trên cạn. Nó lần đầu tiên được Henri Braconnot phân lập và mô tả vào năm 1825. Nó được sản xuất thương mại ở dạng một chất bột có màu từ trắng đến nâu nhạt, chủ yếu được chiết xuất từ các loại trái cây họ cam quýt, và được sử dụng trong thực phẩm như một chất kết dính, đặc biệt là trong mứt và thạch rau câu. Nó cũng được sử dụng như chất dùng để lấp chỗ trống, thuốc men, đồ ngọt, chất làm ổn định trong các loại nước ép trái cây và sữa, và một nguồn chất xơ.

## Sinh học
Trong sinh học thực vật, pectin bao gồm một tập hợp các polysaccharides có mặt trong hầu hết các thành tế bào sơ cấp và đặc biệt phong phú trong các bộ phận không phải gỗ của thực vật trên cạn. Pectin là một thành phần chính của phiến kính giữa, tại đó nó giúp các tế bào kết nối với nhau, nhưng cũng được tìm thấy trong thành tế bào sơ cấp.
Thành phần số lượng, cơ cấu và công thức hóa học của pectin khác nhau tùy từng thực vật, thay đổi theo thời gian sống ngay trong một thực vật, và ở các bộ phận khác nhau của cây. Pectin là một polysaccharide thành tế bào quan trọng cho phép mở rộng thành tế bào sơ cấp giúp thực vật sinh trưởng. Trong quá trình chín của trái cây, pectin bị phân hủy bởi các enzyme pectinase và pectinesterase, trong quá trình trên trái cây trở nên mềm hơn khi các thành giữa bị phá vỡ và các tế bào trở nên tách rời nhau. Một quá trình tương tự của việc tách tế bào do sự phân hủy pectin xảy ra tạo ra hiện tượng rụng lá vào mùa thu.
Pectin là một phần tự nhiên của chế độ ăn uống của con người, nhưng không đóng góp đáng kể đến dinh dưỡng. Tiêu thụ hàng ngày của pectin từ trái cây và rau quả có thể được ước tính là khoảng 5 g (giả sử mức tiêu thụ khoảng 500 g trái cây và rau mỗi ngày).
Trong quá trình tiêu hóa của con người, pectin liên kết với cholesterol trong đường tiêu hóa và làm chậm sự hấp thu glucose bằng cách đặt bẫy carbohydrate. Do đó Pectin là một chất xơ hòa tan.
Tiêu thụ của pectin đã được chứng minh là làm giảm nồng độ cholesterol trong máu. Cơ chế xuất hiện là tăng độ nhớt trong đường ruột, dẫn đến một sự hấp thụ giảm cholesterol từ mật hoặc thực phẩm. Trong ruột già và ruột kết, vi sinh vật phân hủy pectin và giải phóng các axit béo chuỗi ngắn có ảnh hưởng tích cực về sức khỏe (có hiệu lực prebiotic).

## Hóa học
Pectin, còn được gọi là polysaccharides pectic, rất giàu axit galacturonic. Một số polysaccharides biệt đã được xác định và được đặc trưng trong các nhóm pectic. Homogalacturonans là chuỗi tuyến tính của α- (1-4) -linked axit D-galacturonic.galacturonans Thay thế được đặc trưng bởi sự hiện diện của saccharide dư appendant (như D-xylose hoặc D-apiose trong các trường hợp tương ứng của xylogalacturonan và apiogalacturonan) phân nhánh từ một xương sống của dư lượng axit D-galacturonic Rhamnogalacturonan tôi pectin (RG-I) chứa một xương sống của disaccharide lặp đi lặp lại:. 4) -α-D-galacturonic môi chịu acid (1,2) -α-L-rhamnose-. Từ nhiều dư lượng rhamnose, sidechains của đường trung lập khác nhau chi nhánh tắt. Các đường trung chủ yếu là D-galactose, L-arabinose và D-xylose, với các loại và tỷ lệ của đường trung tính khác nhau với nguồn gốc của pectin.
Một loại cấu trúc của pectin là rhamnogalacturonan II (RG-II), mà là một ít thường xuyên hơn, phức tạp, phân nhánh cao polysaccharide. Rhamnogalacturonan II được phân loại theo một số tác giả trong nhóm galacturonans thay vì xương sống rhamnogalacturonan II được làm độc quyền các đơn vị axit D-galacturonic.
Pectin Isolated có trọng lượng phân tử thường 60-130,000 g / mol, khác nhau với điều kiện xuất xứ và khai thác.
Trong tự nhiên, khoảng 80 phần trăm của các nhóm carboxyl của axit galacturonic được este hóa với methanol. Tỷ lệ này là giảm đến một mức độ khác nhau trong quá trình trích pectin. Tỷ lệ của este hóa không este hóa axit galacturonic xác định hành vi của pectin trong các ứng dụng thực phẩm. Đây là lý do tại sao pectin được phân loại là cao so với pectin-ester thấp (HM ngắn so với LM-pectin), với nhiều hơn hoặc ít hơn một nửa của tất cả các axit galacturonic este hóa.
Các đơn vị axit galacturonic không ester hóa có thể là axit tự do (nhóm carboxyl) hoặc muối natri, kali, calci. Các muối của pectin este hóa một phần được gọi là pectinic, nếu mức độ este hóa là dưới 5 phần trăm các muối được gọi là pectates, các dạng axit hòa tan, axit pectic.
Một số cây trồng như củ cải đường, khoai tây và lê chứa pectin với axit galacturonic acetylated ngoài methyl este. Acetyl hóa ngăn ngừa sự hình thành gel nhưng làm tăng tác dụng ổn định và nhũ hóa của pectin.
Pectin Amidated là một hình thức sửa đổi của pectin. Ở đây, một số các axit galacturonic được chuyển đổi với amonia để carboxylic axit amide. Những pectin là khoan dung hơn của việc thay đổi nồng độ calci xảy ra trong sử dụng.
Để chuẩn bị một pectin-gel, các thành phần này được đun nóng, hòa tan pectin. Sau khi làm lạnh dưới nhiệt độ tạo gel, gel bắt đầu hình thành. Nếu hình thành gel là quá mạnh, syneresis hoặc một kết cấu dạng hạt được kết quả, trong khi gel yếu dẫn đến gel quá mềm. Pectin gel theo các thông số cụ thể, chẳng hạn như đường, pH và muối hoá trị hai (đặc biệt là Ca2 +).
Trong pectin cao-ester ở chất rắn hòa tan nội dung trên 60% và pH giữa 2.8 và 3.6, liên kết hydro và tương tác kỵ nước ràng buộc các chuỗi pectin cá nhân với nhau. Các trái phiếu này hình thành khi nước bị ràng buộc bởi đường và lực lượng pectin sợi dính vào nhau. Những thành mạng lưới phân tử 3 chiều tạo ra các gel đại phân tử. Các gel-cơ chế được gọi là một dạng gel nước hoạt động thấp hoặc gel đường acid pectin.
Trong pectin-ester thấp, cầu ion được hình thành giữa các ion calci và các nhóm carboxyl ion hóa của các axit galacturonic. Điều này được lý tưởng hóa trong cái gọi là "trứng hộp mô hình". Pectin Low-ester cần calci để tạo thành một dạng gel, nhưng có thể làm như vậy ở chất rắn hòa tan thấp hơn và pH-giá trị cao hơn so với pectin cao-ester. Thông thường pectin-ester thấp tạo gel với một loạt các pH 2,6-7,0 và có hàm lượng chất rắn hòa tan nội dung giữa 10 và 70%.
Pectin Amidated cư xử như pectin-ester thấp nhưng cần ít calci và khoan dung hơn của dư thừa calci. Ngoài ra, gel từ pectin amidated là nhiệt thuận nghịch; chúng có thể được làm nóng và làm mát sau khi củng cố một lần nữa, trong khi thông thường pectin-gel sẽ sau đó vẫn còn lỏng.
Pectin cao ester đặt ở nhiệt độ cao hơn so với pectin-ester thấp. Tuy nhiên, keo phản ứng với sự gia tăng calci như mức độ ngã este hóa. Tương tự như vậy, thấp hơn pH-giá trị hoặc chất rắn hòa tan cao hơn (thường là các loại đường) tăng tốc độ tạo gel. Thích hợp pectin do đó có thể được chọn để ùn tắc và cho các loại thạch, hoặc cho các loại thạch, bánh kẹo đường cao.
Lê, táo, ổi, mộc qua, mận, lý gai, cam và các loại trái cây họ cam quýt khác chứa một lượng lớn pectin, trong khi trái cây mềm như quả anh đào, nho, dâu tây có chứa một lượng nhỏ của pectin.
Mức độ tiêu biểu của pectin trong thực vật là (trọng lượng tươi):
táo, 1-1,5%
mơ, 1%
anh đào, 0,4%
cam, 0,5-3,5%
cà rốt approx. 1,4%
vỏ quýt, 30%
Các nguyên liệu chính để sản xuất pectin được sấy khô vỏ cam quýt hoặc nhão táo, sản phẩm phụ của sản xuất nước trái cây cả. Nhão từ củ cải đường cũng được sử dụng trong một phạm vi nhỏ.
Từ các tài liệu này, pectin được chiết xuất bằng cách thêm axit loãng nóng ở pH-giá trị 1,5-3,5. Trong vài giờ khai thác, các protopectin mất một số nhánh và chuỗi chiều dài của nó và đi vào giải pháp. Sau khi lọc, chiết xuất được tập trung trong chân không và các pectin sau đó kết tủa bằng cách thêm ethanol hoặc isopropanol. Một kỹ thuật cũ của kết tủa pectin với các muối nhôm không còn sử dụng (ngoài rượu và các cation polyvalent, pectin cũng sẽ kết tủa với protein và chất tẩy rửa).
Kết tủa bằng cồn pectin sau đó được tách, rửa sạch và sấy khô. Điều trị ban đầu pectin với axit loãng dẫn đến pectin thấp este hóa. Khi quá trình này bao gồm ammonium hydroxide, pectin amidated thu được. Sau khi sấy và xay xát, pectin thường được chuẩn hóa với đường và đôi khi các muối calci hoặc axit hữu cơ có hiệu suất tối ưu trong một ứng dụng cụ thể.
Sử dụng [sửa]
Việc sử dụng chính cho pectin (dính nhau rau) là như là một chất gel, chất làm đặc và chất ổn định trong thực phẩm. Các ứng dụng cổ điển là cho sự thống nhất như thạch để ùn tắc hoặc mứt cam, mà nếu không sẽ là loại nước ngọt. Pectin cũng làm giảm syneresis trong mứt và mứt cam và tăng sức bền gel của ùn tắc calorie thấp. Đối với hộ gia đình sử dụng, pectin là một thành phần trong keo đường (còn được gọi là "đường kẹt"), nơi nó được pha loãng đến nồng độ đúng với đường và một số axit citric để điều chỉnh pH. Ở một số nước, pectin cũng có sẵn như là một giải pháp hay trích, hoặc như là một loại bột pha trộn, để làm mứt nhà. Đối với ùn tắc thông thường và mứt cam có chứa trên 60% đường và chất rắn hòa tan trong trái cây, pectin cao-ester được sử dụng. Với pectin-ester thấp và pectin amidated ít đường là cần thiết, để các sản phẩm chế độ ăn uống có thể được thực hiện.
Pectin được sử dụng trong các loại thạch, bánh kẹo để cung cấp cho một cấu trúc gel tốt, một vết cắn sạch và để trao một thông cáo hương vị tốt. Pectin cũng có thể được sử dụng để ổn định đồ uống protein có tính axit, chẳng hạn như uống sữa chua, để cải thiện miệng cảm giác và sự ổn định bột giấy trong nước trái cây dựa và là một sự thay thế chất béo trong thực phẩm nướng. mức độ tiêu biểu của pectin được sử dụng như một thực phẩm phụ gia là giữa 0,5 và 1,0%. - đây là khoảng cùng một lượng pectin như trong trái cây tươi
Trong y học, pectin làm tăng độ nhớt và khối lượng phân do đó nó được sử dụng chống táo bón và tiêu chảy. Cho tới năm 2002, nó là một trong những thành phần chính được sử dụng trong Kaopectate một loại thuốc chống tiêu chảy, cùng với kaolinit. Pectin cũng được sử dụng trong họng như một thuốc chỉ thống. Trong các sản phẩm mỹ phẩm, pectin đóng vai trò như chất ổn định. Pectin cũng được sử dụng trong các chế phẩm chữa lành vết thương và băng dính y tế đặc biệt, chẳng hạn như các thiết bị thông ruột kết.
Sriamornsak cho thấy pectin có thể được sử dụng trong các nền tảng phân phối thuốc uống khác nhau, ví dụ, các hệ thống phát hành kiểm soát, hệ thống dạ dày-dai, hệ thống phân phối đại-cụ thể và hệ thống phân phối mucoadhesive, theo tính không độc hại và chi phí thấp. Nó đã được tìm thấy rằng pectin từ các nguồn khác nhau cung cấp khả năng tạo gel khác nhau, do sự thay đổi kích thước phân tử và thành phần hóa học. Giống như các polyme tự nhiên khác, một vấn đề lớn với pectin là mâu thuẫn trong tái lặp giữa các mẫu, mà có thể dẫn đến khả năng tái nghèo ở đặc điểm phân phối thuốc.
Trong dinh dưỡng gia súc nhai lại, tùy thuộc vào mức độ của lignification của vách tế bào, pectin là lên đến 90% tiêu hóa bởi các enzym của vi khuẩn. Dinh dưỡng gia súc nhai lại khuyên rằng nồng độ tiêu hóa và năng lượng trong thức ăn gia súc có thể được cải thiện bằng cách tăng nồng độ pectin trong thức ăn gia súc.
Trong ngành công nghiệp xì gà, pectin được xem là một thay thế tuyệt vời cho keo thực vật và nhiều người hút thuốc xì gà và các chủ nợ sẽ sử dụng để sửa chữa hư hỏng pectin lá wrapper thuốc lá trên xì gà của họ.
. Yablokov et al, viết trong Chernobyl: Hậu quả của thảm hoạ cho dân và Môi trường, nghiên cứu trích dẫn được thực hiện bởi Trung tâm Ucraina của bức xạ Y học và Viện Belarus Y bức xạ và Nội tiết, kết luận về tác dụng radioprotective pectin rằng "thêm các chế pectin để thức ăn của cư dân của vùng Chernobyl bị nhiễm quảng bá cho một bài tiết hiệu quả của hạt nhân phóng xạ kết hợp "như cesium-137. Các tác giả báo cáo kết quả tích cực của việc sử dụng các chế phẩm phụ gia thực phẩm pectin trong một số nghiên cứu lâm sàng tiến hành trên trẻ em ở các khu vực bị ô nhiễm nghiêm trọng, với những cải thiện lên đến 50% so với nhóm đối chứng.
Trong Chiến tranh thế giới thứ hai, phi công Đồng Minh đã được cung cấp với bản đồ như là một trợ giúp để một nỗ lực thoát. Quá trình in ấn lúc đầu tỏ ra gần như không thể vì một vài lớp mực ngay lập tức chạy, làm mờ phác thảo và dựng hình các địa danh không đọc được... cho đến khi các nhà phát minh của các bản đồ, Clayton Hutton, pha một ít pectin với mực và cùng một lúc các pectin đông lại mực và ngăn không cho nó chạy. Bây giờ, ngay cả những đặc điểm địa hình nhỏ nhất được mạnh được xác định trên bản đồ.

## Chất chuyển hóa độc hại
Bài chi tiết: Methanol § chất chuyển hóa con người
Tiêu thụ trái cây là một nguồn gốc của methanol chuyển hóa nội sinh từ pectin. Một kg táo sản xuất lên đến 1,4 gam chất methanol.

## Tình trạng pháp lý
Tại Báo cáo của FAO / WHO Expert Ủy ban hỗn hợp về phụ gia thực phẩm và trong Liên minh châu Âu, không có số lượng hàng ngày chấp nhận được (ADI) đã được thiết lập, như pectin được coi là an toàn.
Tại Hoa Kỳ, pectin là GRAS - thường được công nhận là an toàn. Trong hầu hết các loại thực phẩm có thể được sử dụng theo thực hành sản xuất tốt trong mức độ cần thiết cho ứng dụng của nó ("satis lượng tử").
Trong các hệ thống đánh số quốc tế (INS), pectin có số 440. Tại châu Âu, pectin được phân thành các số E E440 (i) cho pectin không amidated và E440 (ii) cho pectin amidated. Có thông số kỹ thuật trong tất cả các luật pháp quốc gia và quốc tế xác định chất lượng của nó và điều chỉnh việc sử dụng nó.

## Lịch sử
Pectin được phân lập và mô tả vào năm 1825 bởi Henri Braconnot, qua hoạt động của pectin để làm mứt và mứt cam đã được biết đến từ lâu trước đó. Để có được cũng tập ùn tắc từ trái cây mà đã có rất ít hoặc chỉ pectin chất lượng kém, trái cây pectin giàu hay chiết xuất của họ đã được trộn vào thức.
Trong cuộc Cách mạng công nghiệp, các nhà sản xuất trái cây ngâm nhanh chóng chuyển sang sản xuất nước ép táo để có được dịch nhão táo khô được nấu nướng để trích xuất pectin.
Sau này, trong những năm 1920 và 1930, nhà máy được xây dựng mà sản xuất thương mại pectin từ bã táo khô và sau đó cây có múi vỏ ở những khu vực sản xuất nước trái cây táo ở cả Mỹ và châu Âu.
Pectin lần đầu tiên được bán như là một chiết xuất chất lỏng, nhưng bây giờ thường được sử dụng như bột khô, đó là dễ dàng hơn so với một chất lỏng để lưu trữ và xử lý.